# Emmerson Boyce
Emmerson Orlando Boyce, född 24 september 1979, är en engelsk-barbadisk före detta fotbollsspelare. Han spelade främst som högerback.
Boyce har representerat Barbados landslag.